# ГЕС Буї
ГЕС Буї, також ГЕС Буі — гідроелектростанція на заході Гани неподалік від кордону з Кот-д'Івуар. Споруджена на річці Чорна Вольта (правий виток Вольти) і, таким чином, знаходиться вище від розташованої на Вольті найпотужнішої ганської електростанції Акосомбо.
У межах проекту річку перекрили гравітаційною греблею з ущільненого котком бетону висотою 108 метрів, довжиною 492 метри та товщиною по гребеню 7 метрів, на спорудження якої використано 1 млн м3 матеріалу. Разом з двома допоміжними спорудами (кам'яно-накидною та земляною) вона утворила витягнуте по долині Чорної Вольти на 40 км водосховище з максимальною глибиною 88 метрів та об'ємом 12,57 млрд м3 (корисний об'єм 7,72 млрд м3), в якому можливе коливання рівня між позначками 163 та 183 метри над рівнем моря (площа поверхні при цьому змінюється від 288 км2 до 444 км2).
Пригреблевий машинний зал станції обладнали трьома турбінами типу Френсіс потужністю по 133 МВт, які мають виробляти 980 млн кВт-год електроенергії на рік.
Видача продукції відбувається через споруджені в комплексі зі станцією кілька ЛЕП довжиною 244 кілометри, що працюють під напругою 161 кВ.
Генеральним підрядником проекту вартістю 790 млн доларів США виступила китайська корпорація Sinohydro, а основне фінансування надав Експортно-імпортний банк Китаю.
Окрім виробництва електроенергії, комплекс забезпечує іригацію 30 тисяч гектарів земель та виконує протиповеневі функції.